# Ulica Senacka w Krakowie
Ulica Senacka – ulica w Krakowie, w dzielnicy I Stare Miasto, na Starym Mieście. 
Przedlokacyjna, położona na terenie dawnej osady Okół. Do XVIII w. bezimienna, nazywana przecznicą lub zaułkiem. Pod koniec XVIII wieku fragment wzdłuż dawnego klasztoru nazywano ulicą św. Michała. 
W 1881 r. otrzymała obecną nazwę. Pochodzi ona od Senatu Rzeczypospolitej Krakowskiej, który w latach 1814-1846 mieścił się w budynkach pojezuickich na wschodnim końcu ulicy.

## Niektóre budynki
W kamienicy nr 1 mieści się ośrodek badawczy Instytutu Nauk Geologicznych PAN.
W budynku nr 3 mieści się Muzeum Archeologiczne.
Kamienica pod nr 6 powstała w XIV w. i stanowiła północną pierzeję głównego placu handlowego (rynku) rozciągającego się pomiędzy ul. Kanoniczą i ul. Grodzką w południowej części dzisiejszego placu św. Marii Magdaleny. Na placu tym znajdował się XII-wieczny kościół romański św. Marii Magdaleny, a także budowla halowa interpretowana dziś jako najstarsze „sukiennice” Krakowa.  W roku 2011 kamienica została przebudowana na apartamenty.

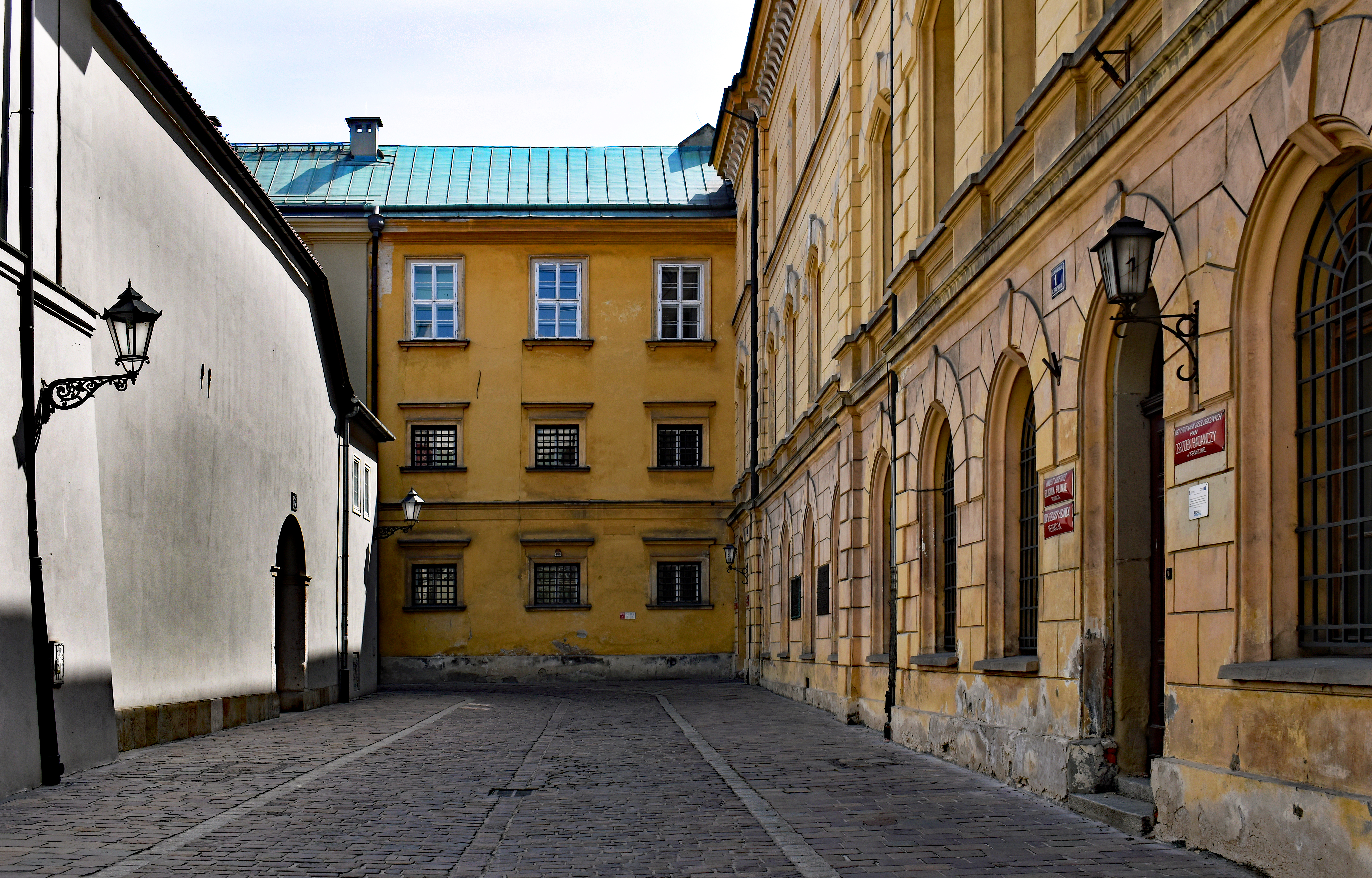
Widok z ul. Poselskiej. Po prawej Instytut Nauk Geologicznych PAN i Muzeum Archeologiczne na miejscu dawnego kościoła i klasztoru karmelitów bosych. Po lewej pałac Hebdowski. Dawna ulica św. Michała.
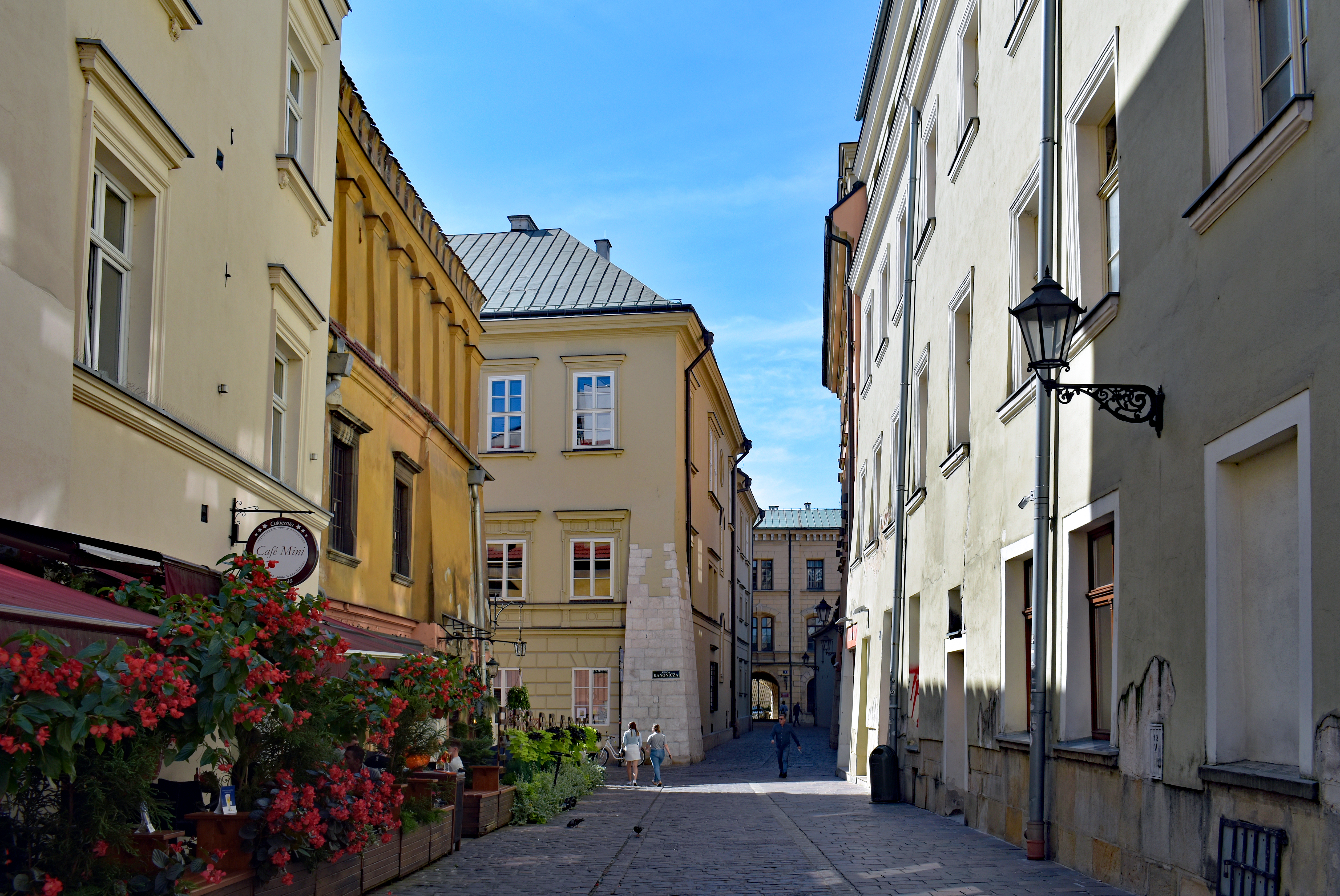
Widok z ul. Grodzkiej na zachód.
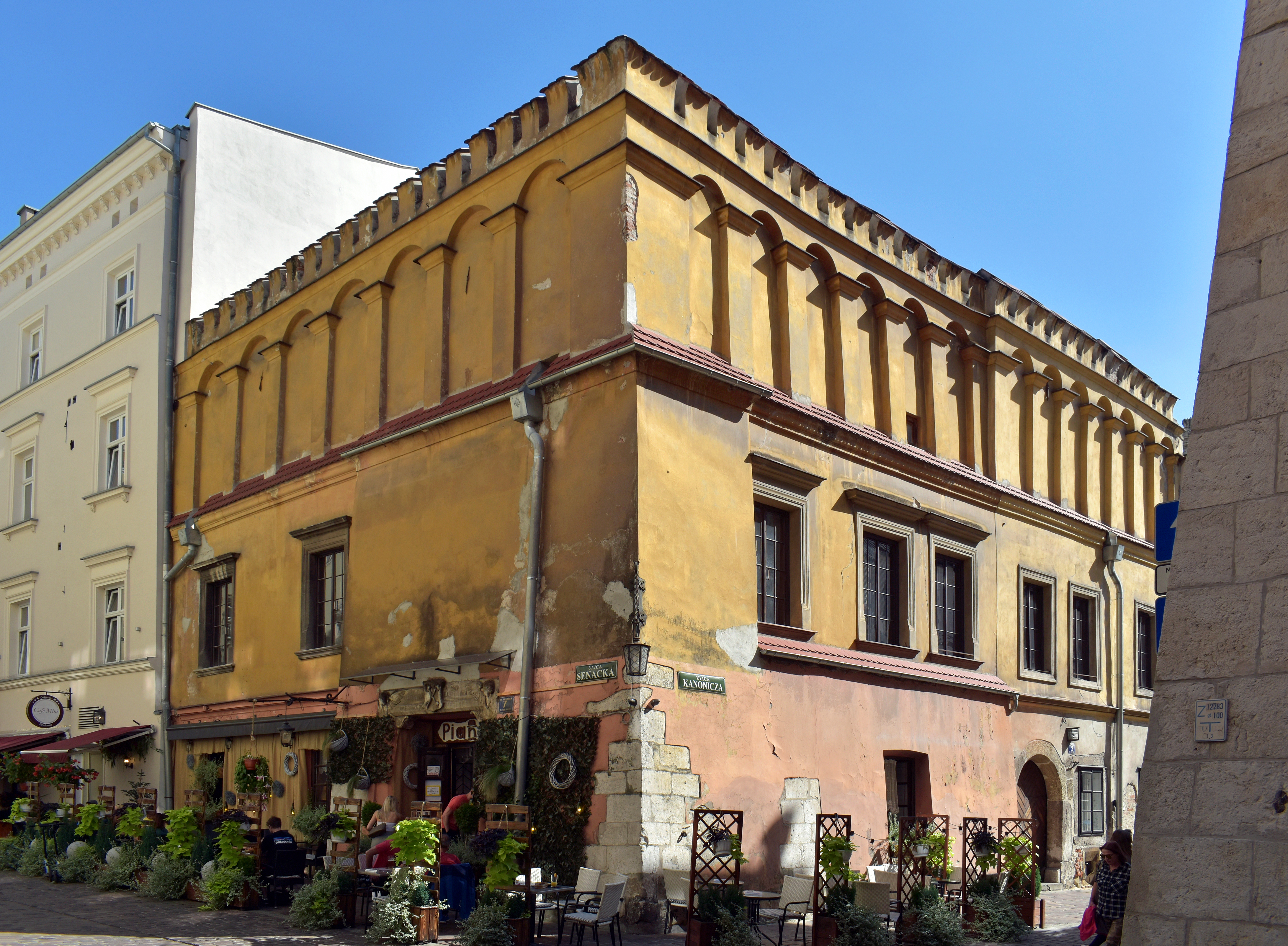
Ul. Senacka 7 Kamienica Pod Aniołkami.
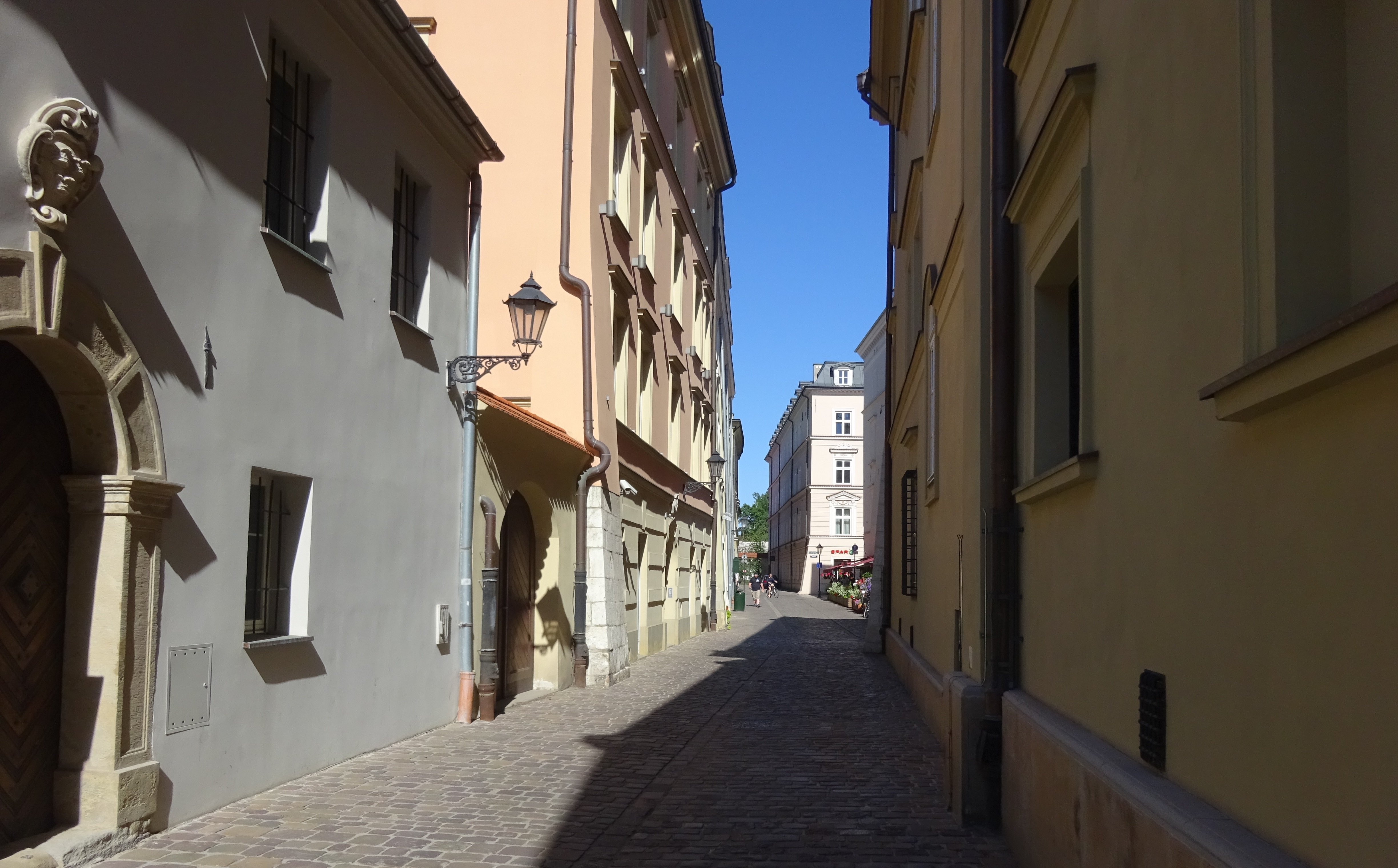
Widok od rogu ulicy przy Muzeum Archeologicznym w kierunku wschodnim.